# Royal School of Mines
La Royal School of Mines est une école des mines britannique fondée à Londres en 1851. Elle a annexé le Royal College of Chemistry (créé en 1846) dès 1853. Elle regroupe aujourd’hui les départements de Sciences de la Terre, de sciences de l'ingénieur et de Science des matériaux d’Imperial College London.

## Histoire

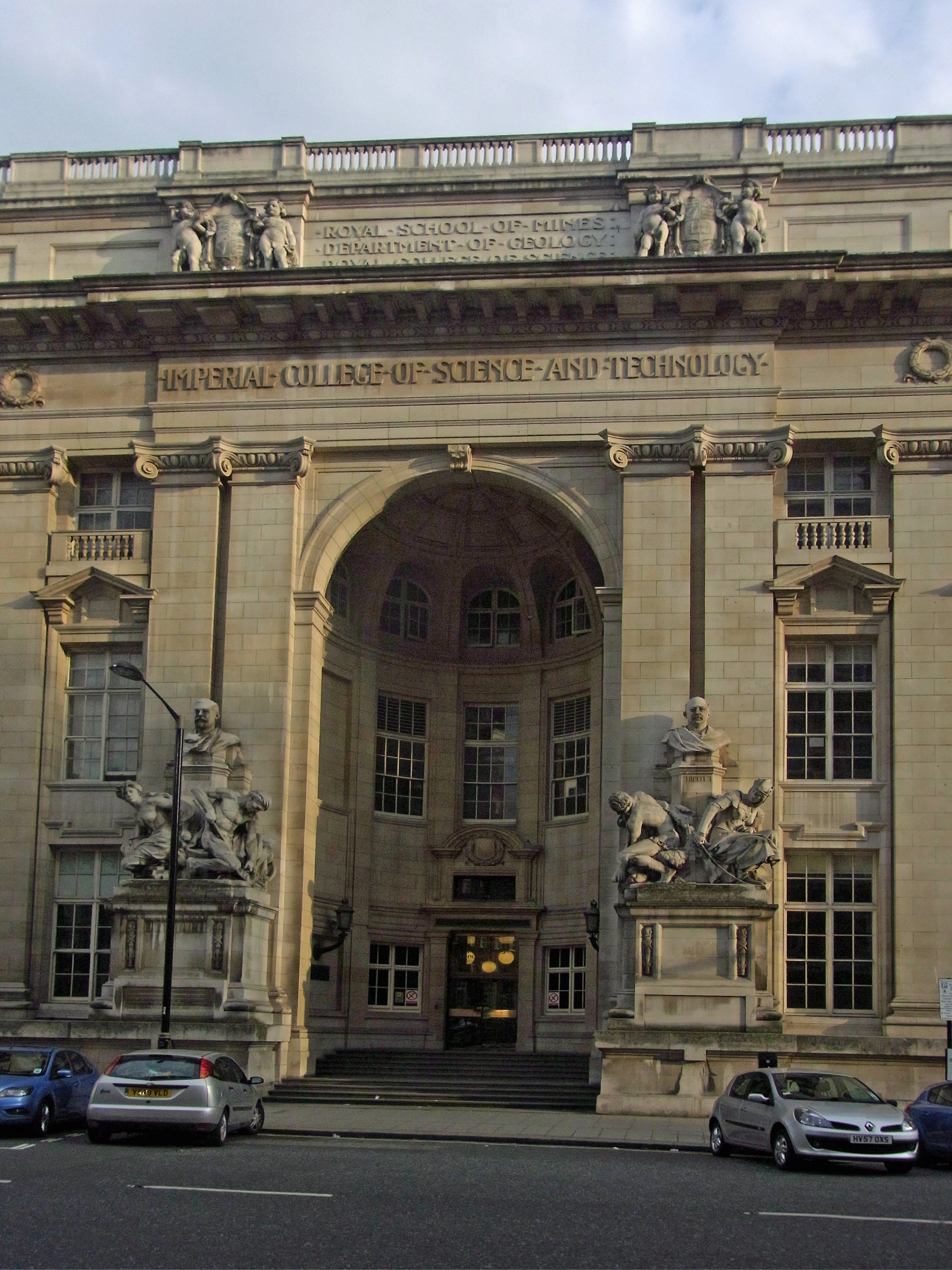
Grande entrée de l'ex-Royal School of Mines dans l’« Albertopolis » de Londres.

La Royal School of Mines a été fondée à Londres en 1851 comme institut gouvernemental des Mines et des Sciences Appliquées. Elle fut d’abord une annexe du Museum of Economic Geology, collection minéralogique réunie par Sir Henry De la Beche et inaugurée en 1841. Ce musée dispensait à une poignée d’étudiants des cours de minéralogie et de métallurgie. De la Beche était alors le directeur du Geological Survey of Great Britain : lorsque les collections de cette institution devinrent par trop envahissantes, la construction d'un nouveau musée reçut un agrément officiel du gouvernement.
C'est ainsi que le Museum of Practical Geology et la Government School of Mines and Science s'établirent dans un immeuble spécialement conçu dans Jermyn Street en 1851. Les fonctionnaires du Geological Survey fournissaient le contingent des conférenciers et professeurs de l’École des Mines, qui annexa le Royal College of Chemistry dès 1853. En 1863, l’établissement prit le nom de Royal School of Mines, et déménagea à South Kensington en 1872, laissant la totalité de l'immeuble de Jermyn Street au Museum of Practical Geology. En 1907, la Royal School of Mines devint un collège bien spécifique d’Imperial College of Science and Technology.
De nos jours, si la géologie est toujours enseignée à Imperial College, la Royal School of Mines n'est plus qu'un immeuble abritant certains départements d’Imperial College, où les associations d'étudiants organisent réceptions, manifestations culturelles et sportives diverses.
L’Indian School of Mines est une filiale de l’école londonienne, fondée à Dhanbad en 1926 par les autorités coloniales britanniques et plus précisément Lord Irwin, alors vice-roi des Indes.

## Architecture de l'édifice

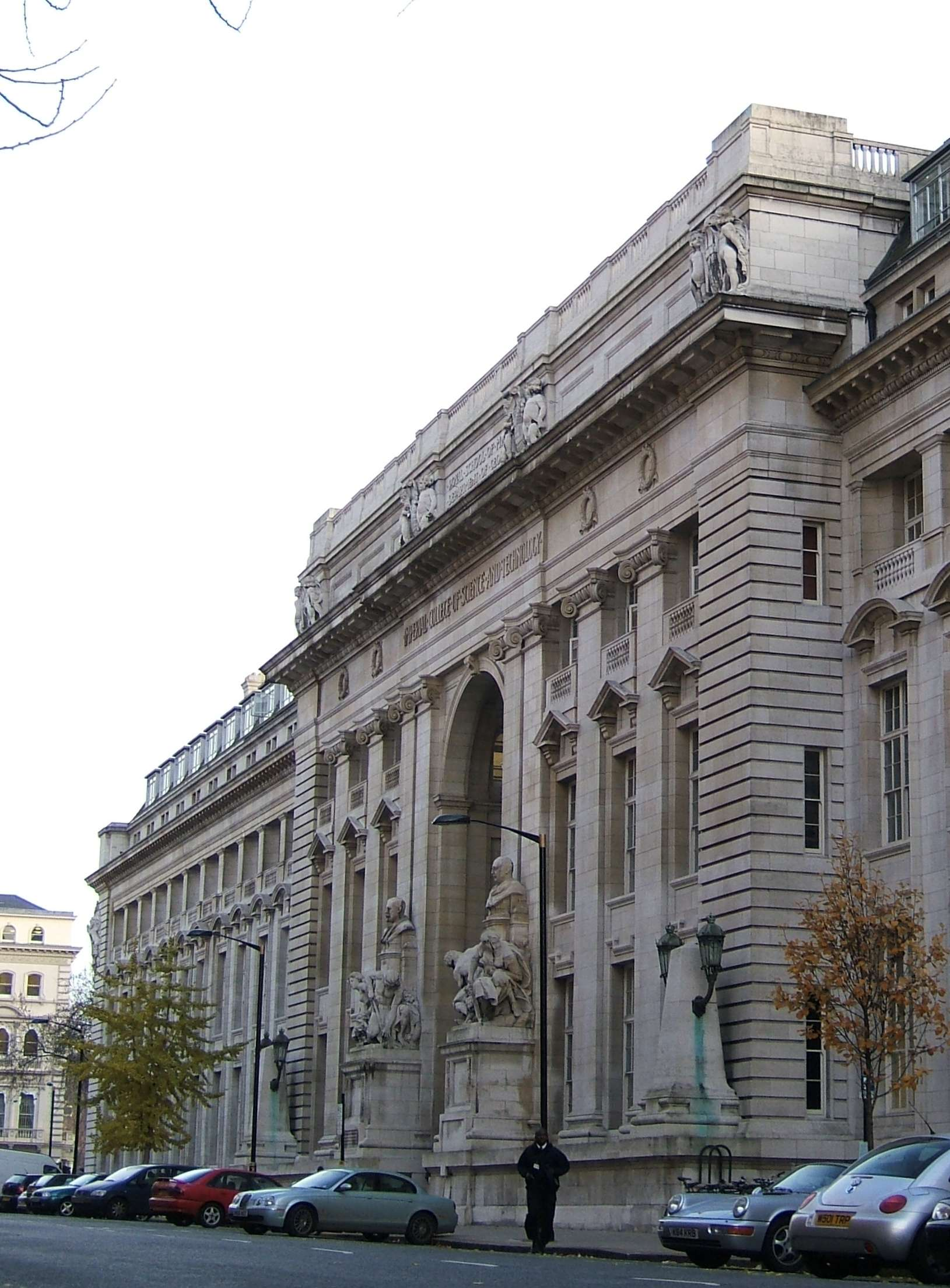
Façade de la Royal School of Mines et aile Goldsmith, rue du Prince Consort (Londres).

Conçu par Sir Aston Webb, le bâtiment de la Royal School of Mines est de style classique à pilastres ioniques. Il fut édifié entre 1909 et 1913 spécifiquement pour abriter l’École, qui occupait jusque-là le Huxley Building dans Exhibition Road, qui forme aujourd’hui l'aile Henry Cole du Victoria and Albert Museum. La première pierre a été posée par le roi Édouard VII le 8 juillet 1909.
La Royal School of Mines est le dernier bâtiment officiel conçu par Webb pour Albertopolis (avec les façades du Victoria and Albert Museum sur Cromwell Road) et, selon certains critiques, celui qu'il a le moins réussi. Construit en pierre de Portland, l’entrée principale est une niche semi-circulaire à trois niveaux, flanquée de deux bustes (sculptés par P.R. Montford, 1916–1920) dédiés à Alfred Beit et le magnat du diamant Julius Wernher, deux bienfaiteurs de l'école. L'aile ouest du bâtiment porte le nom de Webb.

### L’École au cinéma
Le style édouardien, académique du bâtiment en fait un décor de choix pour les productions cinématographiques et télévisuelles :
- 1965: Ipcress, danger immédiat, réalisé par Sidney J. Furie avec Michael Caine. Le héros est téléporté par magie dans l'ancienne bibliothèque du Science Museum alors qu'il se promène dans l’École des Mines.
- 1993: Hercule Poirot (série télévisée) (ITV). On voit la façade et l'entrée principale d’Imperial College dans Exhibition Road (alors que l'École des Mines donne sur Prince Consort Road) dans l'épisode L'Affaire de l'invention volée.
- 1995: Jack and Sarah, réalisé par Tim Sullivan avec Richard E. Grant. Les participants à une cérémonie de mariage sortent du bâtiment, posent pour la photo sur les marches, etc.
- 2004: Les Arnaqueurs VIP (BBC), comme façade d'une université, d'où sort un étudiant en architecture avant d'être abordé par les principaux personnages de la série.
- 1998: Pile et Face : la grande entrée représente celle d'une mairie où de futurs époux vont accomplir les formalités administratives.

## Anciens étudiants et professeurs
- Le chimiste allemand Hofmann enseigna au Royal College of Chemistry de 1846 à 1863
- Henry De la Beche, fondateur du British Geological Survey.
- Henry Francis Blanford, météorologue et paléontologue. Fondateur de l’India Meteorological Department.
- William Thomas Blanford, fellow de la Royal Society, géologue, zoologue et naturaliste. Lauréat de la Médaille Wollaston et président de la Geological Society (1888).
- C. V. Boys, physicien, fellow de la Royal Society.
- Frederic Creswell, ingénieur et Ministère de la Défense de la République sud-africaine[5]
- William Crookes, pionnier des rayons cathodiques
- Edmund Daukoru, Ministre de l’Énergie du Nigeria et ex-Président de l’OPEP (2006).
- Edgeworth David, fellow de la Royal Society, géologue et explorateur de l’Antarctique australien (d'origine galloise) qui mena la première expédition à atteindre le pôle Sud magnétique.
- George E. Davis, pionnier du génie chimique.
- George Mercer Dawson, directeur du Geological Survey of Canada (1895–1901).
- Edward Frankland, fellow de la Royal Society ; chimiste qui forgea le concept de valence.
- William Fyfe, géochimiste, lauréat de la médaille Logan, de la médaille Wollaston et de la médaille Roebling[6].
- Patrick Geddes, biologiste, sociologue, philanthrope et pionnier de l'urbanisme.
- Percy Gilchrist, sidérurgiste et cousin de Sidney Gilchrist Thomas.
- William Gowland, fellow de la Royal Society, ingénieur et archéologue, père de l'archéologie japonaise.
- Arthur Holmes, géologue et pionnier de la datation radiométrique des roches. Lauréat de la médaille Wollaston et de la médaille Penrose de la Geological Society of America.
- Thomas Henry Huxley, fellow de la Royal Society, professeur d'Histoire Naturelle (1854–1885). Anatomiste comparativiste, auteur de La place de l'homme dans la nature, 1891 sur Gallica.
- John Wesley Judd, Président of the Geological Society (1886–1888).
- Roderick Murchison, géologue écossais qui le premier décrivit et analysa les roches du Silurien. Lauréat de la médaille Copley de la Royal Society et de la médaille Wollaston.
- Richard Dixon Oldham, fellow de la Royal Society ; géologue Irlandais qui le premier distingua les ondes S et P et démontra l'existence du noyau terrestre. Président de la Geological Society (1920–1922).
- Benjamin Neeve Peach, fellow de la Royal Society, géologue qui élucida le mystère de la formation des Highlands.
- William Johnson Sollas, fellow de la Royal Society, géologue et anthropologue. Président de la Geological Society (1908–1910).
- Julius Vogel, Premier Ministre de Nouvelle-Zélande (1873–1875).
- George P. L. Walker, fellow de la Royal Society, minéralogiste et volcanologue. Lauréat de la médaille Wollaston et de la médaille Thorarinsson de l’International Association of Volcanology and Chemistry of the Earth's Interior.
- Julius Wernher, magnat du diamant.
- Howel Williams, volcanologue.